# Tomasz Zalewski
Tomasz Zalewski (ur. 1947) – polski dziennikarz prasowy, korespondent polskich mediów w Stanach Zjednoczonych, pisarz.

## Życiorys
Ukończył socjologię na Uniwersytecie Warszawskim. W latach 1973-1982 pracował w tygodniku „Literatura”. W stanie wojennym nie poddał się weryfikacji, pisał do niszowych tytułów, zarabiając na życie również jako korepetytor języka angielskiego oraz pracując dorywczo jako ankieter. Wyjechał do Stanów Zjednoczonych w 1987 roku na sześciomiesięczne stypendium Bolesława Wierzbiańskiego. Po stypendium nie wrócił już do Polski. W latach 1987–1993 pisał dla nowojorskiego „Nowego Dziennika”, następnie od 1992 roku był korespondentem Polskiej Agencji Prasowej w Waszyngtonie. Od 1997 roku jest związany z tygodnikiem „Polityka”.

## Książki
- Szejnert, Małgorzata, Zalewski, Tomasz (1986), Szczecin. Grudzień-Sierpień-Grudzień, Szczecin: Wałkowska – Wydawnictwo ISBN 978-83-924983-2-2
- Zalewski, Tomasz (2011), Inne Stany: czym różnią się od nas Amerykanie, Warszawa: Polityka Spółdzielnia Pracy ISBN 978-83-62148-80-6
- Zalewski, Tomasz (2014), Harlem, Warszawa: Grupa Wydawnicza Foksal ISBN 978-83-280-1411-4
- Zalewski, Tomasz (2016), Hilary Clinton, Warszawa: Świat Książki ISBN 978-83-8031-460-3
- Zalewski, Tomasz (2023), Żydowska Ameryka: wczoraj i dziś diaspory w USA, Warszawa: Polityka ISBN 978-83-968721-2-8

## Nagrody
- 1985, Nagroda Solidarności za reportaże „Szczecin. Grudzień-Sierpień-Grudzień” (z Małgorzatą Szejnert)[5].